# Thalpis ze Sparty
Thalpis (jiné názvy: Thalpes, Thalpés, Thalpios; starořecky: Θάλπις – Thalpis) byl v roce 680 př. n. l. olympijský vítěz v běhu na jedno stadium.
Thalpis ze Sparty byl na 24. olympijských hrách v roce 680 př. n. l. korunován olivovým věncem za vítěze v běhu na jedno stadium (v Olympii se vítězi korunovali olivovým věncem od roku 752 př. n. l.). Běh na jedno stadium (stadiodromos) byl v Olympii nejstarší soutěžní disciplínou, podle tradice zavedené již v průběhu založení her v roce 776 př. n. l. Program her se o další disciplínu, běh na dvě stadia (diaulos), rozšířil v roce 724 př. n. l. Vzdálenost stadia (600 stop) měřila v Olympii 192,27 metrů.